# Justicia stachytarphetoides
Justicia stachytarphetoides là một loài thực vật có hoa trong họ Ô rô. Loài này được (Lindau) C.B. Clarke mô tả khoa học đầu tiên.